# Zastal 1R
1R – typ wagonów cystern produkowanych w latach 1946–1947 przez fabrykę wagonów Zastal w Zielonej Górze przede wszystkim dla Polskich Kolei Państwowych.

## Produkcja
Uruchomienie produkcji seryjnej węglarek na przełomie lat 1945/1946 umożliwiło rozpoczęcie budowy innych rodzajów wagonów towarowych na ich bazie — w pierwszej kolejności dwuosiowych cystern do przewozu benzyny i benzolu. Opisywanym cysternom nadano nazwę 34W, a w późniejszym czasie 1R.
W 1945 roku poznańskie biuro konstrukcyjne dokonało adaptacji dokumentacji znormalizowanej niemieckiej cysterny (Uerdingen).

## Konstrukcja
Cechą charakterystyczną wagonu była całkowicie spawana samonośna konstrukcja, ze stalowym zbiornikiem wykonanym z blach o grubości 6 mm (walczak) i 9 mm (dennice), trwale połączonym z ostoją pojazdu. Zastosowano typową armaturę hamulcową z zaworem dennym, trójnikiem i zaworami bocznymi o średnicy 100 mm.

## Eksport
Pierwsze 7 egzemplarzy wagonu 1R, jeszcze z hamulcem Hik, Zastal wykonał w lipcu 1946 roku (były to pierwsze cysterny wyprodukowane w Polsce po wojnie). W latach 1947–1949 zostały one dostarczone jeszcze na eksport do Belgii, Holandii oraz Albanii.

## Odmiany
Opracowano również inne odmiany konstrukcyjne:
- wagon bez hamulca pneumatycznego (tylko przelotowy przewód główny) – 39W;
- wagon do przewozu smoły z izolacją termiczną i ogrzewaniem parowym, z hamulcem pneumatycznym – 44W;
- wagon do przewozu smoły z izolacją termiczną i ogrzewaniem parowym, bez układu hamulcowego – 45W.

## Wycofanie
Wagony wycofano z eksploatacji w latach 80., aczkolwiek niektóre nadal wykorzystywane były w celach gospodarczych. Aktualnie wagony tego typu można znaleźć w zbiorach Klubu Sympatyków Kolei we Wrocławiu